# Limnebius millani
Limnebius millani är en skalbaggsart som beskrevs av Ignacio Ribera och Carles Hernando 1998. Limnebius millani ingår i släktet Limnebius och familjen vattenbrynsbaggar. Inga underarter finns listade i Catalogue of Life.